# LAW 80
LAW 80 (Light Anti-armour Weapon 80), někdy chybně označovaná jako LAW 94 je přenosná protitanková zbraň používaná britskou armádou, ale i dalšími. Byla vyvinuta v 80. letech britskou firmou Hunting Engineering a do výzbroje britské armády se dostala v roce 1988, kdy nahradil starší M72 LAW a Carl Gustav.

## Specifikace
- Dodavatel: Hunting Engineering
- Ráže: 94 mm
- Délka raketového kompletu:
  - Režim střelby: 1,5 m
  - Režim transportu: 1 m
- Hmotnost:
  - Transportní hmotnost: 10 kg
  - Hmotnost na rameni: 9 kg
  - Hmotnost projektilu: 4,6 kg
- Rozptyl: cca 1 mil
- Efektivní rozsah: 20 až 500 m
- Rozbuška:
  - Typ: Piezoelektrická nárazová rozbuška
  - Úhel výstřelu: ≤ 10°
- Teplotní rozsah: −46 až +65 °C
- Zadní nebezpečná zóna: < 20 m
- Skladovací životnost: 10 let

## Uživatelé
- Jordánsko[1]
- Omán
- Srí Lanka
- Spojené království: Přijatá počátkem 90. let, kdy nahradila bezzákluzné dělo L14A1 84 mm Carl Gustav a protitankové zbraně M72 Light Anti-Tank Weapon (Raketa 66mm HEAT L1A1).[2]